# Alue Bateung Brook
Alue Bateung Brook is een bestuurslaag in het regentschap Nagan Raya van de provincie Atjeh, Indonesië. Alue Bateung Brook telt 1730 inwoners (volkstelling 2010).